# Макензі тема
Те́ма Макензі — тема в шаховій композиції. Суть теми — біла батарея контролюється двома чорними фігурами. В захистах почергово чорні відволікаються від контролю батареї й відводять одну фігуру, а другу чорну фігуру білі перекривають при оголошенні мату.

## Історія
Цю ідею запропонував в кінці XIX століття шаховий композитор з Ямайки Артур Макензі (06.10.1861 — 23.06.1905).
На білу батарею націлені дві чорні фігури. Білі роблять вступний хід, завдяки якому чорні почергово в захистах відволікаючись знімають один контроль з лінії білої батареї, а другий контроль нейтралізується при оголошенні мату, оскільки проходить перекриття білими другої чорної фігури, що контролювала лінію білої батареї.
Ідея дістала назву — тема Макензі.

## Таскове вираження теми
Є задачі, в яких тема виражена в формі таску, тобто максимальне вираження теми.
В наступній задачі іспанського проблеміста А. Аргуеллеса виражено тему тричі.
|   | a | b | c | d | e | f | g | h |   |
| 8 | a8 білий король · b8 чорний кінь · a7 чорний пішак · d7 чорний пішак · a6 чорна тура · d6 біла тура · h6 чорний ферзь · b5 чорний пішак · c5 біла тура · d5 білий слон · e5 білий пішак · f5 чорний пішак · b4 білий пішак · d4 чорний король · e4 білий кінь · e3 чорний пішак · g3 білий ферзь · b2 білий кінь · e2 білий пішак · a1 білий слон · f1 чорна тура | a8 білий король · b8 чорний кінь · a7 чорний пішак · d7 чорний пішак · a6 чорна тура · d6 біла тура · h6 чорний ферзь · b5 чорний пішак · c5 біла тура · d5 білий слон · e5 білий пішак · f5 чорний пішак · b4 білий пішак · d4 чорний король · e4 білий кінь · e3 чорний пішак · g3 білий ферзь · b2 білий кінь · e2 білий пішак · a1 білий слон · f1 чорна тура | a8 білий король · b8 чорний кінь · a7 чорний пішак · d7 чорний пішак · a6 чорна тура · d6 біла тура · h6 чорний ферзь · b5 чорний пішак · c5 біла тура · d5 білий слон · e5 білий пішак · f5 чорний пішак · b4 білий пішак · d4 чорний король · e4 білий кінь · e3 чорний пішак · g3 білий ферзь · b2 білий кінь · e2 білий пішак · a1 білий слон · f1 чорна тура | a8 білий король · b8 чорний кінь · a7 чорний пішак · d7 чорний пішак · a6 чорна тура · d6 біла тура · h6 чорний ферзь · b5 чорний пішак · c5 біла тура · d5 білий слон · e5 білий пішак · f5 чорний пішак · b4 білий пішак · d4 чорний король · e4 білий кінь · e3 чорний пішак · g3 білий ферзь · b2 білий кінь · e2 білий пішак · a1 білий слон · f1 чорна тура | a8 білий король · b8 чорний кінь · a7 чорний пішак · d7 чорний пішак · a6 чорна тура · d6 біла тура · h6 чорний ферзь · b5 чорний пішак · c5 біла тура · d5 білий слон · e5 білий пішак · f5 чорний пішак · b4 білий пішак · d4 чорний король · e4 білий кінь · e3 чорний пішак · g3 білий ферзь · b2 білий кінь · e2 білий пішак · a1 білий слон · f1 чорна тура | a8 білий король · b8 чорний кінь · a7 чорний пішак · d7 чорний пішак · a6 чорна тура · d6 біла тура · h6 чорний ферзь · b5 чорний пішак · c5 біла тура · d5 білий слон · e5 білий пішак · f5 чорний пішак · b4 білий пішак · d4 чорний король · e4 білий кінь · e3 чорний пішак · g3 білий ферзь · b2 білий кінь · e2 білий пішак · a1 білий слон · f1 чорна тура | a8 білий король · b8 чорний кінь · a7 чорний пішак · d7 чорний пішак · a6 чорна тура · d6 біла тура · h6 чорний ферзь · b5 чорний пішак · c5 біла тура · d5 білий слон · e5 білий пішак · f5 чорний пішак · b4 білий пішак · d4 чорний король · e4 білий кінь · e3 чорний пішак · g3 білий ферзь · b2 білий кінь · e2 білий пішак · a1 білий слон · f1 чорна тура | a8 білий король · b8 чорний кінь · a7 чорний пішак · d7 чорний пішак · a6 чорна тура · d6 біла тура · h6 чорний ферзь · b5 чорний пішак · c5 біла тура · d5 білий слон · e5 білий пішак · f5 чорний пішак · b4 білий пішак · d4 чорний король · e4 білий кінь · e3 чорний пішак · g3 білий ферзь · b2 білий кінь · e2 білий пішак · a1 білий слон · f1 чорна тура | 8 |
| 7 | a8 білий король · b8 чорний кінь · a7 чорний пішак · d7 чорний пішак · a6 чорна тура · d6 біла тура · h6 чорний ферзь · b5 чорний пішак · c5 біла тура · d5 білий слон · e5 білий пішак · f5 чорний пішак · b4 білий пішак · d4 чорний король · e4 білий кінь · e3 чорний пішак · g3 білий ферзь · b2 білий кінь · e2 білий пішак · a1 білий слон · f1 чорна тура | a8 білий король · b8 чорний кінь · a7 чорний пішак · d7 чорний пішак · a6 чорна тура · d6 біла тура · h6 чорний ферзь · b5 чорний пішак · c5 біла тура · d5 білий слон · e5 білий пішак · f5 чорний пішак · b4 білий пішак · d4 чорний король · e4 білий кінь · e3 чорний пішак · g3 білий ферзь · b2 білий кінь · e2 білий пішак · a1 білий слон · f1 чорна тура | a8 білий король · b8 чорний кінь · a7 чорний пішак · d7 чорний пішак · a6 чорна тура · d6 біла тура · h6 чорний ферзь · b5 чорний пішак · c5 біла тура · d5 білий слон · e5 білий пішак · f5 чорний пішак · b4 білий пішак · d4 чорний король · e4 білий кінь · e3 чорний пішак · g3 білий ферзь · b2 білий кінь · e2 білий пішак · a1 білий слон · f1 чорна тура | a8 білий король · b8 чорний кінь · a7 чорний пішак · d7 чорний пішак · a6 чорна тура · d6 біла тура · h6 чорний ферзь · b5 чорний пішак · c5 біла тура · d5 білий слон · e5 білий пішак · f5 чорний пішак · b4 білий пішак · d4 чорний король · e4 білий кінь · e3 чорний пішак · g3 білий ферзь · b2 білий кінь · e2 білий пішак · a1 білий слон · f1 чорна тура | a8 білий король · b8 чорний кінь · a7 чорний пішак · d7 чорний пішак · a6 чорна тура · d6 біла тура · h6 чорний ферзь · b5 чорний пішак · c5 біла тура · d5 білий слон · e5 білий пішак · f5 чорний пішак · b4 білий пішак · d4 чорний король · e4 білий кінь · e3 чорний пішак · g3 білий ферзь · b2 білий кінь · e2 білий пішак · a1 білий слон · f1 чорна тура | a8 білий король · b8 чорний кінь · a7 чорний пішак · d7 чорний пішак · a6 чорна тура · d6 біла тура · h6 чорний ферзь · b5 чорний пішак · c5 біла тура · d5 білий слон · e5 білий пішак · f5 чорний пішак · b4 білий пішак · d4 чорний король · e4 білий кінь · e3 чорний пішак · g3 білий ферзь · b2 білий кінь · e2 білий пішак · a1 білий слон · f1 чорна тура | a8 білий король · b8 чорний кінь · a7 чорний пішак · d7 чорний пішак · a6 чорна тура · d6 біла тура · h6 чорний ферзь · b5 чорний пішак · c5 біла тура · d5 білий слон · e5 білий пішак · f5 чорний пішак · b4 білий пішак · d4 чорний король · e4 білий кінь · e3 чорний пішак · g3 білий ферзь · b2 білий кінь · e2 білий пішак · a1 білий слон · f1 чорна тура | a8 білий король · b8 чорний кінь · a7 чорний пішак · d7 чорний пішак · a6 чорна тура · d6 біла тура · h6 чорний ферзь · b5 чорний пішак · c5 біла тура · d5 білий слон · e5 білий пішак · f5 чорний пішак · b4 білий пішак · d4 чорний король · e4 білий кінь · e3 чорний пішак · g3 білий ферзь · b2 білий кінь · e2 білий пішак · a1 білий слон · f1 чорна тура | 7 |
| 6 | a8 білий король · b8 чорний кінь · a7 чорний пішак · d7 чорний пішак · a6 чорна тура · d6 біла тура · h6 чорний ферзь · b5 чорний пішак · c5 біла тура · d5 білий слон · e5 білий пішак · f5 чорний пішак · b4 білий пішак · d4 чорний король · e4 білий кінь · e3 чорний пішак · g3 білий ферзь · b2 білий кінь · e2 білий пішак · a1 білий слон · f1 чорна тура | a8 білий король · b8 чорний кінь · a7 чорний пішак · d7 чорний пішак · a6 чорна тура · d6 біла тура · h6 чорний ферзь · b5 чорний пішак · c5 біла тура · d5 білий слон · e5 білий пішак · f5 чорний пішак · b4 білий пішак · d4 чорний король · e4 білий кінь · e3 чорний пішак · g3 білий ферзь · b2 білий кінь · e2 білий пішак · a1 білий слон · f1 чорна тура | a8 білий король · b8 чорний кінь · a7 чорний пішак · d7 чорний пішак · a6 чорна тура · d6 біла тура · h6 чорний ферзь · b5 чорний пішак · c5 біла тура · d5 білий слон · e5 білий пішак · f5 чорний пішак · b4 білий пішак · d4 чорний король · e4 білий кінь · e3 чорний пішак · g3 білий ферзь · b2 білий кінь · e2 білий пішак · a1 білий слон · f1 чорна тура | a8 білий король · b8 чорний кінь · a7 чорний пішак · d7 чорний пішак · a6 чорна тура · d6 біла тура · h6 чорний ферзь · b5 чорний пішак · c5 біла тура · d5 білий слон · e5 білий пішак · f5 чорний пішак · b4 білий пішак · d4 чорний король · e4 білий кінь · e3 чорний пішак · g3 білий ферзь · b2 білий кінь · e2 білий пішак · a1 білий слон · f1 чорна тура | a8 білий король · b8 чорний кінь · a7 чорний пішак · d7 чорний пішак · a6 чорна тура · d6 біла тура · h6 чорний ферзь · b5 чорний пішак · c5 біла тура · d5 білий слон · e5 білий пішак · f5 чорний пішак · b4 білий пішак · d4 чорний король · e4 білий кінь · e3 чорний пішак · g3 білий ферзь · b2 білий кінь · e2 білий пішак · a1 білий слон · f1 чорна тура | a8 білий король · b8 чорний кінь · a7 чорний пішак · d7 чорний пішак · a6 чорна тура · d6 біла тура · h6 чорний ферзь · b5 чорний пішак · c5 біла тура · d5 білий слон · e5 білий пішак · f5 чорний пішак · b4 білий пішак · d4 чорний король · e4 білий кінь · e3 чорний пішак · g3 білий ферзь · b2 білий кінь · e2 білий пішак · a1 білий слон · f1 чорна тура | a8 білий король · b8 чорний кінь · a7 чорний пішак · d7 чорний пішак · a6 чорна тура · d6 біла тура · h6 чорний ферзь · b5 чорний пішак · c5 біла тура · d5 білий слон · e5 білий пішак · f5 чорний пішак · b4 білий пішак · d4 чорний король · e4 білий кінь · e3 чорний пішак · g3 білий ферзь · b2 білий кінь · e2 білий пішак · a1 білий слон · f1 чорна тура | a8 білий король · b8 чорний кінь · a7 чорний пішак · d7 чорний пішак · a6 чорна тура · d6 біла тура · h6 чорний ферзь · b5 чорний пішак · c5 біла тура · d5 білий слон · e5 білий пішак · f5 чорний пішак · b4 білий пішак · d4 чорний король · e4 білий кінь · e3 чорний пішак · g3 білий ферзь · b2 білий кінь · e2 білий пішак · a1 білий слон · f1 чорна тура | 6 |
| 5 | a8 білий король · b8 чорний кінь · a7 чорний пішак · d7 чорний пішак · a6 чорна тура · d6 біла тура · h6 чорний ферзь · b5 чорний пішак · c5 біла тура · d5 білий слон · e5 білий пішак · f5 чорний пішак · b4 білий пішак · d4 чорний король · e4 білий кінь · e3 чорний пішак · g3 білий ферзь · b2 білий кінь · e2 білий пішак · a1 білий слон · f1 чорна тура | a8 білий король · b8 чорний кінь · a7 чорний пішак · d7 чорний пішак · a6 чорна тура · d6 біла тура · h6 чорний ферзь · b5 чорний пішак · c5 біла тура · d5 білий слон · e5 білий пішак · f5 чорний пішак · b4 білий пішак · d4 чорний король · e4 білий кінь · e3 чорний пішак · g3 білий ферзь · b2 білий кінь · e2 білий пішак · a1 білий слон · f1 чорна тура | a8 білий король · b8 чорний кінь · a7 чорний пішак · d7 чорний пішак · a6 чорна тура · d6 біла тура · h6 чорний ферзь · b5 чорний пішак · c5 біла тура · d5 білий слон · e5 білий пішак · f5 чорний пішак · b4 білий пішак · d4 чорний король · e4 білий кінь · e3 чорний пішак · g3 білий ферзь · b2 білий кінь · e2 білий пішак · a1 білий слон · f1 чорна тура | a8 білий король · b8 чорний кінь · a7 чорний пішак · d7 чорний пішак · a6 чорна тура · d6 біла тура · h6 чорний ферзь · b5 чорний пішак · c5 біла тура · d5 білий слон · e5 білий пішак · f5 чорний пішак · b4 білий пішак · d4 чорний король · e4 білий кінь · e3 чорний пішак · g3 білий ферзь · b2 білий кінь · e2 білий пішак · a1 білий слон · f1 чорна тура | a8 білий король · b8 чорний кінь · a7 чорний пішак · d7 чорний пішак · a6 чорна тура · d6 біла тура · h6 чорний ферзь · b5 чорний пішак · c5 біла тура · d5 білий слон · e5 білий пішак · f5 чорний пішак · b4 білий пішак · d4 чорний король · e4 білий кінь · e3 чорний пішак · g3 білий ферзь · b2 білий кінь · e2 білий пішак · a1 білий слон · f1 чорна тура | a8 білий король · b8 чорний кінь · a7 чорний пішак · d7 чорний пішак · a6 чорна тура · d6 біла тура · h6 чорний ферзь · b5 чорний пішак · c5 біла тура · d5 білий слон · e5 білий пішак · f5 чорний пішак · b4 білий пішак · d4 чорний король · e4 білий кінь · e3 чорний пішак · g3 білий ферзь · b2 білий кінь · e2 білий пішак · a1 білий слон · f1 чорна тура | a8 білий король · b8 чорний кінь · a7 чорний пішак · d7 чорний пішак · a6 чорна тура · d6 біла тура · h6 чорний ферзь · b5 чорний пішак · c5 біла тура · d5 білий слон · e5 білий пішак · f5 чорний пішак · b4 білий пішак · d4 чорний король · e4 білий кінь · e3 чорний пішак · g3 білий ферзь · b2 білий кінь · e2 білий пішак · a1 білий слон · f1 чорна тура | a8 білий король · b8 чорний кінь · a7 чорний пішак · d7 чорний пішак · a6 чорна тура · d6 біла тура · h6 чорний ферзь · b5 чорний пішак · c5 біла тура · d5 білий слон · e5 білий пішак · f5 чорний пішак · b4 білий пішак · d4 чорний король · e4 білий кінь · e3 чорний пішак · g3 білий ферзь · b2 білий кінь · e2 білий пішак · a1 білий слон · f1 чорна тура | 5 |
| 4 | a8 білий король · b8 чорний кінь · a7 чорний пішак · d7 чорний пішак · a6 чорна тура · d6 біла тура · h6 чорний ферзь · b5 чорний пішак · c5 біла тура · d5 білий слон · e5 білий пішак · f5 чорний пішак · b4 білий пішак · d4 чорний король · e4 білий кінь · e3 чорний пішак · g3 білий ферзь · b2 білий кінь · e2 білий пішак · a1 білий слон · f1 чорна тура | a8 білий король · b8 чорний кінь · a7 чорний пішак · d7 чорний пішак · a6 чорна тура · d6 біла тура · h6 чорний ферзь · b5 чорний пішак · c5 біла тура · d5 білий слон · e5 білий пішак · f5 чорний пішак · b4 білий пішак · d4 чорний король · e4 білий кінь · e3 чорний пішак · g3 білий ферзь · b2 білий кінь · e2 білий пішак · a1 білий слон · f1 чорна тура | a8 білий король · b8 чорний кінь · a7 чорний пішак · d7 чорний пішак · a6 чорна тура · d6 біла тура · h6 чорний ферзь · b5 чорний пішак · c5 біла тура · d5 білий слон · e5 білий пішак · f5 чорний пішак · b4 білий пішак · d4 чорний король · e4 білий кінь · e3 чорний пішак · g3 білий ферзь · b2 білий кінь · e2 білий пішак · a1 білий слон · f1 чорна тура | a8 білий король · b8 чорний кінь · a7 чорний пішак · d7 чорний пішак · a6 чорна тура · d6 біла тура · h6 чорний ферзь · b5 чорний пішак · c5 біла тура · d5 білий слон · e5 білий пішак · f5 чорний пішак · b4 білий пішак · d4 чорний король · e4 білий кінь · e3 чорний пішак · g3 білий ферзь · b2 білий кінь · e2 білий пішак · a1 білий слон · f1 чорна тура | a8 білий король · b8 чорний кінь · a7 чорний пішак · d7 чорний пішак · a6 чорна тура · d6 біла тура · h6 чорний ферзь · b5 чорний пішак · c5 біла тура · d5 білий слон · e5 білий пішак · f5 чорний пішак · b4 білий пішак · d4 чорний король · e4 білий кінь · e3 чорний пішак · g3 білий ферзь · b2 білий кінь · e2 білий пішак · a1 білий слон · f1 чорна тура | a8 білий король · b8 чорний кінь · a7 чорний пішак · d7 чорний пішак · a6 чорна тура · d6 біла тура · h6 чорний ферзь · b5 чорний пішак · c5 біла тура · d5 білий слон · e5 білий пішак · f5 чорний пішак · b4 білий пішак · d4 чорний король · e4 білий кінь · e3 чорний пішак · g3 білий ферзь · b2 білий кінь · e2 білий пішак · a1 білий слон · f1 чорна тура | a8 білий король · b8 чорний кінь · a7 чорний пішак · d7 чорний пішак · a6 чорна тура · d6 біла тура · h6 чорний ферзь · b5 чорний пішак · c5 біла тура · d5 білий слон · e5 білий пішак · f5 чорний пішак · b4 білий пішак · d4 чорний король · e4 білий кінь · e3 чорний пішак · g3 білий ферзь · b2 білий кінь · e2 білий пішак · a1 білий слон · f1 чорна тура | a8 білий король · b8 чорний кінь · a7 чорний пішак · d7 чорний пішак · a6 чорна тура · d6 біла тура · h6 чорний ферзь · b5 чорний пішак · c5 біла тура · d5 білий слон · e5 білий пішак · f5 чорний пішак · b4 білий пішак · d4 чорний король · e4 білий кінь · e3 чорний пішак · g3 білий ферзь · b2 білий кінь · e2 білий пішак · a1 білий слон · f1 чорна тура | 4 |
| 3 | a8 білий король · b8 чорний кінь · a7 чорний пішак · d7 чорний пішак · a6 чорна тура · d6 біла тура · h6 чорний ферзь · b5 чорний пішак · c5 біла тура · d5 білий слон · e5 білий пішак · f5 чорний пішак · b4 білий пішак · d4 чорний король · e4 білий кінь · e3 чорний пішак · g3 білий ферзь · b2 білий кінь · e2 білий пішак · a1 білий слон · f1 чорна тура | a8 білий король · b8 чорний кінь · a7 чорний пішак · d7 чорний пішак · a6 чорна тура · d6 біла тура · h6 чорний ферзь · b5 чорний пішак · c5 біла тура · d5 білий слон · e5 білий пішак · f5 чорний пішак · b4 білий пішак · d4 чорний король · e4 білий кінь · e3 чорний пішак · g3 білий ферзь · b2 білий кінь · e2 білий пішак · a1 білий слон · f1 чорна тура | a8 білий король · b8 чорний кінь · a7 чорний пішак · d7 чорний пішак · a6 чорна тура · d6 біла тура · h6 чорний ферзь · b5 чорний пішак · c5 біла тура · d5 білий слон · e5 білий пішак · f5 чорний пішак · b4 білий пішак · d4 чорний король · e4 білий кінь · e3 чорний пішак · g3 білий ферзь · b2 білий кінь · e2 білий пішак · a1 білий слон · f1 чорна тура | a8 білий король · b8 чорний кінь · a7 чорний пішак · d7 чорний пішак · a6 чорна тура · d6 біла тура · h6 чорний ферзь · b5 чорний пішак · c5 біла тура · d5 білий слон · e5 білий пішак · f5 чорний пішак · b4 білий пішак · d4 чорний король · e4 білий кінь · e3 чорний пішак · g3 білий ферзь · b2 білий кінь · e2 білий пішак · a1 білий слон · f1 чорна тура | a8 білий король · b8 чорний кінь · a7 чорний пішак · d7 чорний пішак · a6 чорна тура · d6 біла тура · h6 чорний ферзь · b5 чорний пішак · c5 біла тура · d5 білий слон · e5 білий пішак · f5 чорний пішак · b4 білий пішак · d4 чорний король · e4 білий кінь · e3 чорний пішак · g3 білий ферзь · b2 білий кінь · e2 білий пішак · a1 білий слон · f1 чорна тура | a8 білий король · b8 чорний кінь · a7 чорний пішак · d7 чорний пішак · a6 чорна тура · d6 біла тура · h6 чорний ферзь · b5 чорний пішак · c5 біла тура · d5 білий слон · e5 білий пішак · f5 чорний пішак · b4 білий пішак · d4 чорний король · e4 білий кінь · e3 чорний пішак · g3 білий ферзь · b2 білий кінь · e2 білий пішак · a1 білий слон · f1 чорна тура | a8 білий король · b8 чорний кінь · a7 чорний пішак · d7 чорний пішак · a6 чорна тура · d6 біла тура · h6 чорний ферзь · b5 чорний пішак · c5 біла тура · d5 білий слон · e5 білий пішак · f5 чорний пішак · b4 білий пішак · d4 чорний король · e4 білий кінь · e3 чорний пішак · g3 білий ферзь · b2 білий кінь · e2 білий пішак · a1 білий слон · f1 чорна тура | a8 білий король · b8 чорний кінь · a7 чорний пішак · d7 чорний пішак · a6 чорна тура · d6 біла тура · h6 чорний ферзь · b5 чорний пішак · c5 біла тура · d5 білий слон · e5 білий пішак · f5 чорний пішак · b4 білий пішак · d4 чорний король · e4 білий кінь · e3 чорний пішак · g3 білий ферзь · b2 білий кінь · e2 білий пішак · a1 білий слон · f1 чорна тура | 3 |
| 2 | a8 білий король · b8 чорний кінь · a7 чорний пішак · d7 чорний пішак · a6 чорна тура · d6 біла тура · h6 чорний ферзь · b5 чорний пішак · c5 біла тура · d5 білий слон · e5 білий пішак · f5 чорний пішак · b4 білий пішак · d4 чорний король · e4 білий кінь · e3 чорний пішак · g3 білий ферзь · b2 білий кінь · e2 білий пішак · a1 білий слон · f1 чорна тура | a8 білий король · b8 чорний кінь · a7 чорний пішак · d7 чорний пішак · a6 чорна тура · d6 біла тура · h6 чорний ферзь · b5 чорний пішак · c5 біла тура · d5 білий слон · e5 білий пішак · f5 чорний пішак · b4 білий пішак · d4 чорний король · e4 білий кінь · e3 чорний пішак · g3 білий ферзь · b2 білий кінь · e2 білий пішак · a1 білий слон · f1 чорна тура | a8 білий король · b8 чорний кінь · a7 чорний пішак · d7 чорний пішак · a6 чорна тура · d6 біла тура · h6 чорний ферзь · b5 чорний пішак · c5 біла тура · d5 білий слон · e5 білий пішак · f5 чорний пішак · b4 білий пішак · d4 чорний король · e4 білий кінь · e3 чорний пішак · g3 білий ферзь · b2 білий кінь · e2 білий пішак · a1 білий слон · f1 чорна тура | a8 білий король · b8 чорний кінь · a7 чорний пішак · d7 чорний пішак · a6 чорна тура · d6 біла тура · h6 чорний ферзь · b5 чорний пішак · c5 біла тура · d5 білий слон · e5 білий пішак · f5 чорний пішак · b4 білий пішак · d4 чорний король · e4 білий кінь · e3 чорний пішак · g3 білий ферзь · b2 білий кінь · e2 білий пішак · a1 білий слон · f1 чорна тура | a8 білий король · b8 чорний кінь · a7 чорний пішак · d7 чорний пішак · a6 чорна тура · d6 біла тура · h6 чорний ферзь · b5 чорний пішак · c5 біла тура · d5 білий слон · e5 білий пішак · f5 чорний пішак · b4 білий пішак · d4 чорний король · e4 білий кінь · e3 чорний пішак · g3 білий ферзь · b2 білий кінь · e2 білий пішак · a1 білий слон · f1 чорна тура | a8 білий король · b8 чорний кінь · a7 чорний пішак · d7 чорний пішак · a6 чорна тура · d6 біла тура · h6 чорний ферзь · b5 чорний пішак · c5 біла тура · d5 білий слон · e5 білий пішак · f5 чорний пішак · b4 білий пішак · d4 чорний король · e4 білий кінь · e3 чорний пішак · g3 білий ферзь · b2 білий кінь · e2 білий пішак · a1 білий слон · f1 чорна тура | a8 білий король · b8 чорний кінь · a7 чорний пішак · d7 чорний пішак · a6 чорна тура · d6 біла тура · h6 чорний ферзь · b5 чорний пішак · c5 біла тура · d5 білий слон · e5 білий пішак · f5 чорний пішак · b4 білий пішак · d4 чорний король · e4 білий кінь · e3 чорний пішак · g3 білий ферзь · b2 білий кінь · e2 білий пішак · a1 білий слон · f1 чорна тура | a8 білий король · b8 чорний кінь · a7 чорний пішак · d7 чорний пішак · a6 чорна тура · d6 біла тура · h6 чорний ферзь · b5 чорний пішак · c5 біла тура · d5 білий слон · e5 білий пішак · f5 чорний пішак · b4 білий пішак · d4 чорний король · e4 білий кінь · e3 чорний пішак · g3 білий ферзь · b2 білий кінь · e2 білий пішак · a1 білий слон · f1 чорна тура | 2 |
| 1 | a8 білий король · b8 чорний кінь · a7 чорний пішак · d7 чорний пішак · a6 чорна тура · d6 біла тура · h6 чорний ферзь · b5 чорний пішак · c5 біла тура · d5 білий слон · e5 білий пішак · f5 чорний пішак · b4 білий пішак · d4 чорний король · e4 білий кінь · e3 чорний пішак · g3 білий ферзь · b2 білий кінь · e2 білий пішак · a1 білий слон · f1 чорна тура | a8 білий король · b8 чорний кінь · a7 чорний пішак · d7 чорний пішак · a6 чорна тура · d6 біла тура · h6 чорний ферзь · b5 чорний пішак · c5 біла тура · d5 білий слон · e5 білий пішак · f5 чорний пішак · b4 білий пішак · d4 чорний король · e4 білий кінь · e3 чорний пішак · g3 білий ферзь · b2 білий кінь · e2 білий пішак · a1 білий слон · f1 чорна тура | a8 білий король · b8 чорний кінь · a7 чорний пішак · d7 чорний пішак · a6 чорна тура · d6 біла тура · h6 чорний ферзь · b5 чорний пішак · c5 біла тура · d5 білий слон · e5 білий пішак · f5 чорний пішак · b4 білий пішак · d4 чорний король · e4 білий кінь · e3 чорний пішак · g3 білий ферзь · b2 білий кінь · e2 білий пішак · a1 білий слон · f1 чорна тура | a8 білий король · b8 чорний кінь · a7 чорний пішак · d7 чорний пішак · a6 чорна тура · d6 біла тура · h6 чорний ферзь · b5 чорний пішак · c5 біла тура · d5 білий слон · e5 білий пішак · f5 чорний пішак · b4 білий пішак · d4 чорний король · e4 білий кінь · e3 чорний пішак · g3 білий ферзь · b2 білий кінь · e2 білий пішак · a1 білий слон · f1 чорна тура | a8 білий король · b8 чорний кінь · a7 чорний пішак · d7 чорний пішак · a6 чорна тура · d6 біла тура · h6 чорний ферзь · b5 чорний пішак · c5 біла тура · d5 білий слон · e5 білий пішак · f5 чорний пішак · b4 білий пішак · d4 чорний король · e4 білий кінь · e3 чорний пішак · g3 білий ферзь · b2 білий кінь · e2 білий пішак · a1 білий слон · f1 чорна тура | a8 білий король · b8 чорний кінь · a7 чорний пішак · d7 чорний пішак · a6 чорна тура · d6 біла тура · h6 чорний ферзь · b5 чорний пішак · c5 біла тура · d5 білий слон · e5 білий пішак · f5 чорний пішак · b4 білий пішак · d4 чорний король · e4 білий кінь · e3 чорний пішак · g3 білий ферзь · b2 білий кінь · e2 білий пішак · a1 білий слон · f1 чорна тура | a8 білий король · b8 чорний кінь · a7 чорний пішак · d7 чорний пішак · a6 чорна тура · d6 біла тура · h6 чорний ферзь · b5 чорний пішак · c5 біла тура · d5 білий слон · e5 білий пішак · f5 чорний пішак · b4 білий пішак · d4 чорний король · e4 білий кінь · e3 чорний пішак · g3 білий ферзь · b2 білий кінь · e2 білий пішак · a1 білий слон · f1 чорна тура | a8 білий король · b8 чорний кінь · a7 чорний пішак · d7 чорний пішак · a6 чорна тура · d6 біла тура · h6 чорний ферзь · b5 чорний пішак · c5 біла тура · d5 білий слон · e5 білий пішак · f5 чорний пішак · b4 білий пішак · d4 чорний король · e4 білий кінь · e3 чорний пішак · g3 білий ферзь · b2 білий кінь · e2 білий пішак · a1 білий слон · f1 чорна тура | 1 |
|   | a | b | c | d | e | f | g | h |   |

FEN: Kn6/p2p4/r2R3q/1pRBPp2/1P1kN3/4p1Q1/1N2P3/B4r2
1. Qf4! ~ Zz
1. ... Qxf4   2. Bc6#
1. ... Raxa1 2. Be6#
1. ... Qxd6  2. Sf2#
1. ... Rfxa1 2. Sg5#
1. ... Rxd6  2. Sd1#
1. ... Rxf4   2. Sa4#
В задачі потроєне вираження теми, оскільки грають три тематичні батареї білих.